# Iglesia de la Virgen de Carránima
La iglesia de la Virgen de Carránima o Carràmia es un santuario dedicado a la Virgen, situado a 1624 m altitud, en la cima de la sierra de Carránima, que separa los valles de acceso a Bóixols y del río de Abella. Pertenece al municipio de Abella de la Conca, de la comarca del Pallars Jussá.
Se tiene mención al menos desde el 1657, pero del santuario antiguo apenas queda nada.
El templo actual data del año 1959, cuando se construyó el nuevo edificio para sustituir el viejo, en parte dañado durante el largo combate de la Conca Dellà de la última guerra civil. Fue restaurado a principios de los ochenta, del siglo XX.
La Virgen de Carránima era tradicionalmente la patrona de la Baronía de Abella. Se hacía una procesión muy destacada desde Abella de la Conca, con mucha concurrencia. Todos los asistentes tenían la comida y la bebida asegurados, y se hacía la bendición del término, misa cantada, canto de los gozos, reparto de pan bendito, almuerzo comunitario de campo y reparto de café, en aquel tiempo muy apreciado por su excepcionalidad.
Joan Benet i Petit escribió hace más de 50 años, unos Gozos a Nuestra Señora de Carránima, recogidos por Joan Bellmunt i Figueras.